# Heidy Lorena Sánchez
Heidy Lorena Sánchez Barreto (Bogotá, Colombia) es una política colombiana.
Ha sido concejal de Bogotá por la Coalición Colombia Humana - Unión Patriótica y precandidata a la Alcaldía Mayor de Bogotá por la Unión Patriótica.

## Biografía
Es abogada de la Universidad Libre y especialista en derecho ambiental. En su paso por la universidad fue líder estudiantil desde la Asociación Colombiana de Estudiantes Universitarios. Igualmente, ayudó en la conformación de la Asociación de Trabajadores Independientes. Ha trabajado en la Unión Sindical Obrera, la Secretaría de Integración Social de Bogotá, en el Centro Nacional de Memoria Histórica, en la Agencia Nacional de Tierras y como docente universitaria.  

### Carrera política
Fue elegida como concejal en la lista cerrada de la Colombia Humana, MAIS y la Unión Patriótica durante las Elecciones locales de Bogotá de 2019. Actualmente, es una de las precandidatas a la Alcaldía Mayor de Bogotá, siendo avalada por su partido, la Unión Patriótica.

#### Actividad normativa
1. Dignificación de las prácticas laborales en Bogotá: el Acuerdo 806 de 2021[3] establece la obligatoriedad de remunerar a los practicantes del Concejo de Bogotá con un auxilio de 1 salario mínimo y el mandato a las otras entidades del Distrito Capital de Bogotá para que se evalúe la implementación de la misma política.
2. Alianzas Público Populares: El Acuerdo 890 de 2023[4] crea la figura de las Alianzas Público Populares para la ciudad de Bogotá, estableciendo 3 mecanismos para que los actores de la economía popular puedan acceder a incentivos estatales

#### Denuncias realizadas
- Presunto detrimento patrimonial en el Centro Hospitalario Transitorio de Corferias

La Contraloría de Bogotá resolvió un recurso presentado por la concejala Heidy Sánchez, en el que asegura que hubo un detrimento cercano a los $3941 millones. Este órgano de control identificó una observación administrativa con incidencia fiscal y presunta disciplinaria por estudios previos inadecuados e imprecisos y falta de medidas contractuales que contrarrestan la baja ocupación de pacientes en el Centro Hospitalario Transitorio Corferias al no utilizar 1726 cubículos/cama en ejecución del contrato BS-057-2020.

## Controversias
Heidy se ha visto implicada en una controversia por la publicación de fake news, lo cual le ha acarreado investigaciones de la Procuraduría General de la Nación y la Fiscal General. Durante las Protestas en Colombia de 2021, el 22 de mayo, la concejal escribió un tuit, citando a personas que denunciaban que ambulancias de la capital estaban entregando a manifestantes heridos a la Policía y además transportando gases lacrimógenos y miembros del ESMAD. Esas afirmaciones, así como sus supuestas consecuencias (la vandalización de ambulancias), fueron calificadas como falsas por la Silla Vacía. La Procuraduría General de la Nación abrió investigación preliminar contra la concejal por presuntas irregularidades asociadas a dichas publicaciones en redes, por si estas hubieran podido ocasionar supuestas agresiones a 16 misiones médicas, como lo afirmó el entonces secretario de Gobierno, Luis Ernesto Gómez, esta investigación fue archivada por el mismo ente ante la imposibilidad de endilgar falta alguna. En el mismo sentido, la Fiscalía general de la Nación también abrió investigación contra la Concejal por la presunta comisión de delitos asociados con la instigación